# Initiative populaire « Aider les familles ! Pour des allocations pour enfant et des allocations de formation professionnelle exonérées de l'impôt »
L'initiative populaire  « Aider les familles ! Pour des allocations pour enfant et des allocations de formation professionnelle exonérées de l'impôt » est une initiative populaire fédérale suisse, rejetée par le peuple et les cantons le 8 mars 2015.

## Contenu
L'initiative propose de modifier l'alinéa 2 de l'article 116 de la Constitution fédérale en précisant que « les allocations pour enfant et les allocations de formation professionnelle sont exonérées de l’impôt ».
Le texte complet de l'initiative peut être consulté sur le site de la Chancellerie fédérale.

## Déroulement

### Contexte historique
Selon un rapport publié par l'office fédéral de la statistique en 2008, les frais directs pour une famille en Suisse s'élèvent à 819.- CHF pour un enfant, 655.- CHF pour deux enfants et 528.- CHF pour trois enfants. Jugeant ces montants trop élevés, plusieurs intervenants déposent des interventions au Parlement : une motion demandant d'exonérer les allocations de l'impôt fédéral direct en 1997, une initiative parlementaire de Lucrezia Meier-Schatz en 2007 allant dans le même sens, tout comme deux initiatives cantonales de Saint-Gall et d'Argovie. Aucune de ces démarches n'ayant abouti, le Parti démocrate-chrétien décide alors de lancer cette initiative populaire.

### Récolte des signatures et dépôt de l'initiative
La récolte des 100 000 signatures a débuté le 3 mai 2011. L'initiative a été déposée le 5 novembre 2012 à la chancellerie fédérale qui l'a déclarée valide le 18 décembre de la même année.

### Discussions et recommandations des autorités
Le parlement et le Conseil fédéral recommandent le rejet de cette initiative. Dans son rapport aux chambres fédérales, le Conseil fédéral estime que la politique en faveur des familles doit être menée par des moyens non fiscaux qui se révèlent plus efficaces et plus justes. Il relève en particulier que l'allègement proposé profiterait plus aux familles aisées qu'aux familles à revenu plus bas, et ceci en raison de la progressivité de l'impôt.

### Votation
Soumise à la votation le 8 mars 2015, l'initiative est refusée par tous les cantons et par 74.5 % des suffrages exprimés. Le tableau ci-dessous détaille les résultats par cantons :